# Li-Wei Qin
Li-Wei Qin (秦立巍), kitajski violončelist, * 1976, Šanghaj.
Li-Wei Qin se je s trinajstimi leti preselil v Avstralijo, nato pa je študiral violončelo na glasbenem kolidžu Northern pri Ralphu Kirshbaumu. Trenutno živi v Londonu. Leta 2001 je zmagal na mednarodnem tekmovanju violončelistov v Naumburgu, osvojil pa je tudi srebrno medaljo na 11. tekmovanju Čajkovskega v Moskvi. Solistično nastopa z orkestri in sestavi, kot so Scottish Ensemble, Londonska filharmonija, Škotski simfonični orkester BBC, Bournemouth Symphony, Kremerata Baltica, simfonični orkester iz Singapurja, Hongkonška filharmonija in Hongkong Sinfionetta, in je med drugim izvedel solistične recitale v prestižni londonski dvorani Wigmore Hall ter na festivalih v Gradcu, Kronbergu in Mecklenburgu. Li-Wei je uspešno sodeloval tudi s Simfoničnim orkestrom Berlinskega radia pod vodstvom Marka Janowskega, Osaško filharmonijo in Praškim simfoničnim orkestrom pod vodstvom Antonija Wita ter je reden gost Kitajske filharmonije, Sydneyjskega simfoničnega orkestra in Avstralskega komornega orkestra. Pred kratkim je uspešno debitiral v newyorškem Lincolnovem središču, v Washingtonu in San Franciscu. Njegove posnetke redno oddajata BBC Radio 3 in Severnonemški radio. Nedavno je bil imenovan za umetniškega vodjo koncertne dvorane Jin Mao v Šanghaju. Li Wei igra na dragocen violončelo Giuseppeja Guarnerija iz leta 1720, ki mu ga je dal na voljo Avstralski svet za kulturo.